# Élisabeth George-Grimblot
Pour les articles homonymes, voir George.
Élisabeth George-Grimblot, née le 13 janvier 1862 au Havre et morte à une date inconnue, est une peintre française.

## Biographie
Élise Césarine George-Grimblot est la fille d'Alexandre George-Grimblot, conservateur des Eaux & Forêts, et de Pauline Caroline Dally.
Élève de Marie Latruffe-Colomb, de Jules Lefebvre, d'Edmond Yon et d'Édouard Cuyer, elle expose au Salon  des artistes français à partir de 1889.
Membre de la Société des artistes français depuis 1890, elle est aquarelliste et peintre de miniatures.
Elle devient officier d'Académie en 1901 et obtient une mention honorable en 1907.